# Cobla La Principal de la Bisbal
De Cobla La Principal de la Bisbal (1888) is een Catalaanse muziekgroep. Hij werd in 1888 opgericht in La Bisbal d'Empordà als een emanatie van de Cobla Vella de La Bisbal.
In 1932 benoemde werd de groep benoemd als officiële cobla van de Generalitat de Catalunya, de Catalaanse regering. Deze titel werd na de staatsgreep door de dictator Franco afgeschaft en in 1978 door president Josep Tarradellas hersteld. De groep is internationaal actief en heeft in zijn honderdzesentwintigjarig bestaan (2014) meer als honderd platen uitgegeven. Onder de leiding van Francesc Cassú i Jordi nam de Cobla in 1993 de officiële versie  van de Catalaanse nationale hymne Els Segadors op.

## Enkele bekende medewerkers en medewerksters
- Tenora's: Albert Martí, Ramon Rossell, Josep Coll, Ferran Rigau en Ricard Viladesau
- Dirigenten: Robert Mercader, Josep Canet,  Josep Maria Soler, Josep Saló, Genís Canet, Conrad Saló, Josep Cassú, Josep Maria Surrell en sedert 1992, Francesc Cassú.

## Erkenning
- Creu de Sant Jordi (1988)
- In 2014 kreeg de groep de Premi Nacional de Cultura van de Catalaanse regering, de jury motiveerde  de prijs als volgt: “Honderdzesentwintig jaar na de oprichting in volle Renaixença in 1888 blijft de groep zich toewijden aan de verspreiding van en de kennis over de sardana. […] ”[2]

## Enkele publicaties
Discografie
- Sardanes d'or (22 albums)
- Manel Saderra Puigferrer, obra completa (3 volumes)
- Sardanes per al món
- Music from Catalonia (3 volumes)
- La principal de la Bisbal 120 anys (Honderdtwintig jaar la Principal de la Bisbal)
- Discografie
- Els Segadors, officiële versie

Bibliografie
- Molero i Pujós, Eugeni. La Principal de La Bisbal: Cobla de la Generalitat de Catalunya. (ca)  Barcelona: Pòrtic/Gemeentebestuur van La Bisbal, 1981/1988, 292 blz. (Deel 2 in de reeks Col·lecció Francesc Civil i Castellvi). ISBN 9788486812065.

- Bibliothèque nationale de France: cb14013402f (data)
- International Standard Name Identifier: 0000 0001 2173 6082
- Library of Congress Control Number: n83212920
- MusicBrainz: ccbe0dbf-a48e-4cd7-88b1-29fcb490ba59
- Virtual International Authority File: 143008424